# Musaranya de l'illa São Tomé
La musaranya de l'illa São Tomé (Crocidura thomensis) és una espècie de musaranya a l'arxipèlag de São Tomé i Príncipe. Està amenaçada d'extinció per la destrucció de l'hàbitat a causa de la desforestació per a construir-hi cases i jardins.